# Satoshi Oishi
Satoshi Oishi (大石 悟司 Oishi Satoshi?), född 26 juni 1972 i Shizuoka prefektur, är en japansk tidigare fotbollsspelare.
Oishi började sin karriär 1995 i Kashiwa Reysol. Han avslutade karriären 1996.